# Бівер-Дем (Кентуккі)
Бівер-Дем (англ. Beaver Dam) — місто (англ. city) в США, в окрузі Огайо штату Кентуккі. Населення — 3531 особа (2020).

## Географія
Бівер-Дем розташований за координатами 37°24′26″ пн. ш. 86°52′40″ зх. д. / 37.40722° пн. ш. 86.87778° зх. д. (37.407199, -86.877647).  За даними Бюро перепису населення США в 2010 році місто мало площу 6,78 км², з яких 6,76 км² — суходіл та 0,02 км² — водойми. В 2017 році площа становила 7,84 км², з яких 7,82 км² — суходіл та 0,02 км² — водойми.

## Демографія
Згідно з переписом 2010 року, у місті мешкало 3409 осіб у 1329 домогосподарствах у складі 906 родин. Густота населення становила 503 особи/км².  Було 1432 помешкання (211/км²).
Расовий склад населення:
| - 88,5 % — білих - 2,3 % — чорних або афроамериканців - 0,6 % — азіатів - 0,4 % — корінних американців - 0,1 % — вихідців з тихоокеанських островів - 6,4 % — осіб інших рас |

До двох чи більше рас належало 1,7 %. Частка іспаномовних становила 14,8 % від усіх жителів.
За віковим діапазоном населення розподілялося таким чином: 27,0 % — особи молодші 18 років, 57,2 % — особи у віці 18—64 років, 15,8 % — особи у віці 65 років та старші. Медіана віку мешканця становила 34,4 року. На 100 осіб жіночої статі у місті припадало 92,4 чоловіків;  на 100 жінок у віці від 18 років та старших — 88,9 чоловіків також старших 18 років.
Середній дохід на одне домашнє господарство  становив 44 279 доларів США (медіана — 36 786), а середній дохід на одну сім'ю — 51 457 доларів (медіана — 43 738). Медіана доходів становила 27 115 доларів для чоловіків та 24 900 доларів для жінок. За межею бідності перебувало 26,8 % осіб, у тому числі 47,0 % дітей у віці до 18 років та 15,0 % осіб у віці 65 років та старших.
Цивільне працевлаштоване населення становило 1142 особи. Основні галузі зайнятості: освіта, охорона здоров'я та соціальна допомога — 26,3 %, виробництво — 22,7 %, роздрібна торгівля — 7,4 %, сільське господарство, лісництво, риболовля — 7,1 %.